# Просье
Просье — деревня в Гороховецком районе Владимирской области России, входит в состав Фоминского сельского поселения.

## География
Деревня расположена в 5 км на север от центра поселения села Фоминки и в 32 км на юго-запад от Гороховца.

## История
В окладных книгах 1678 года деревня входила в состав Гришинского прихода, в ней было 5 дворов крестьянских.
В XIX — первой четверти XX века деревня являлась крупным населённым пунктом в составе Гришинской волости Гороховецкого уезда. В 1859 году в деревне числилось 48 дворов, в 1905 году — 68 дворов.
С 1929 года деревня являлась центром Просьевского сельсовета Фоминского района Горьковского края. С 1944 года — в составе Владимирской области. С 1965 года — в составе Гришинского сельсовета Гороховецкого района. С 2005 года — в составе Фоминского сельского поселения.

## Население
| 1859 | 1897 | 1905 |
| ---- | ---- | ---- |
| 363  | 508  | 582  |

| 1859 | 1897 | 1905 | 1926 | 2002 | 2010 | 2021 |
| ---- | ---- | ---- | ---- | ---- | ---- | ---- |
| 363  | ↗508 | ↗582 | ↘521 | ↘30  | ↘13  | ↗21  |